# Музей Ярослава Ежека — Голубая комната
«Музей Ярослава Ежека — Голубая комната» (чеш. Památník Jaroslava Ježka – Modrý pokoj) — мемориальный музей в Праге. Он посвящён жизни и творчеству чешского композитора, пианиста и драматурга Ярослава Ежека.

## История
В 1921 году семья Ярослава Ежека переехала в кооперативный дом на улице Капрова, где приобрела двухкомнатную квартиру на первом этаже.
После смерти отца Адольфа (8 июня 1881 — 3 июля 1926) и после того, как сестра Ежека Ярмила (Стрнадова, 11 января 1908 — 5 апреля 1982) вышла замуж и переехала в Жижков, Ежек купил пианино Steinway и устроил одну из комнат по своему вкусу.

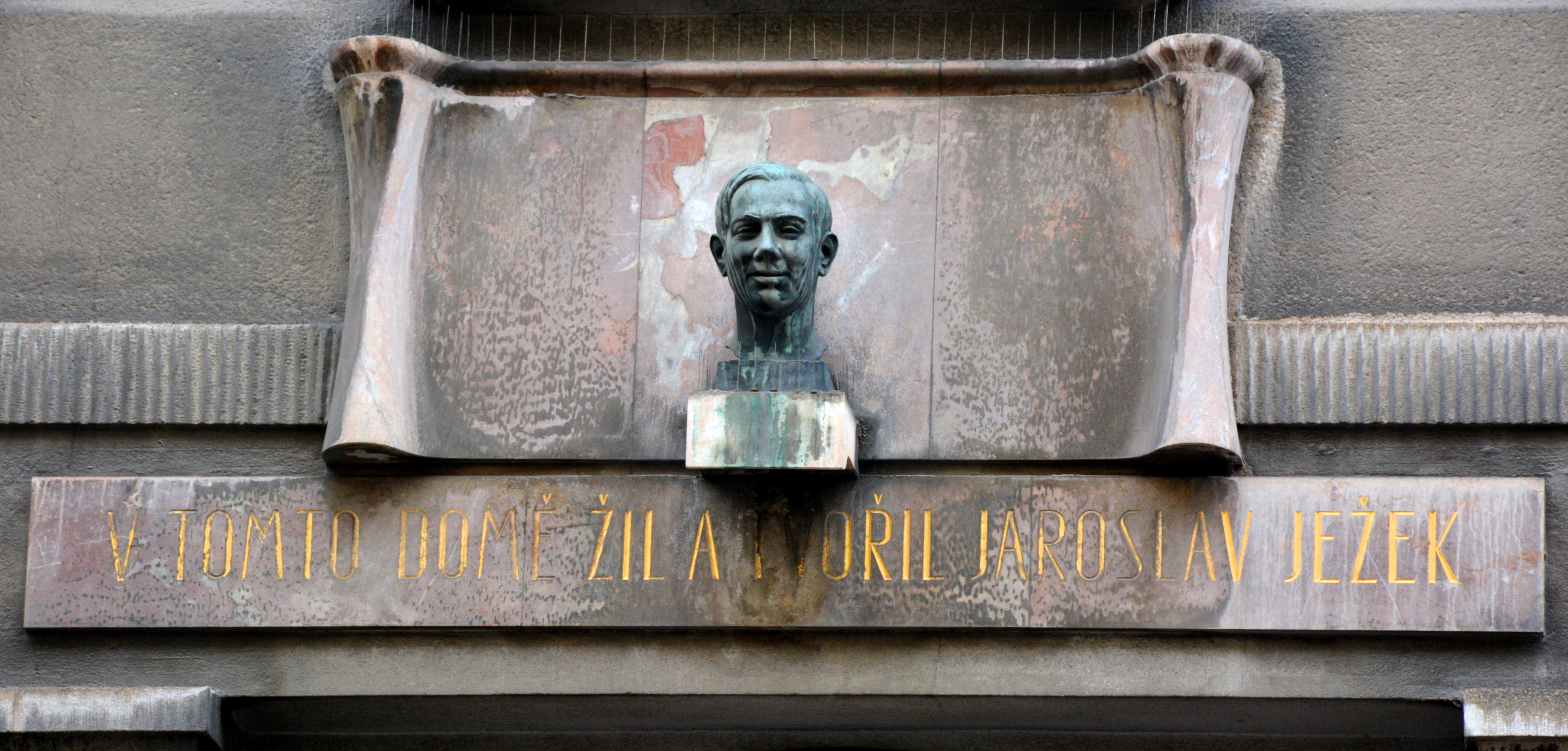
Бюст и мемориальная доска на доме на улице Капрова 10 в Праге 1, где находится Голубая комната Ежека.

Друг и соратник Ежека из Освобождённого театра, архитектор Франтишек Зеленка, спроектировал для него интерьер комнаты, в том числе современную мебель из окрашенного в чёрный цвет дерева. При входе в комнату справа стоял невысокий диван с металлическим каркасом и светло-коричневыми подушками, поставленный под прямым углом, более длинным крылом вдоль стены. Перед диваном стоял низкий столик с металлическими ножками и стеклянной столешницей.
Пианино располагалось за диваном по направлению к окну в правой части комнаты, а в углу комнаты сзади стоял многосекционный пюпитр.
У стены справа от рояля стоял книжный шкаф, на котором стоял меркнувший шар из матового стекла, меняющего цвета, а между библиотекой и письменным столом стояла металлическая подставка с верхним светом. За библиотекой в углу справа от входной двери стояла изразцовая печь.
Рядом с дверью, после входа в комнату слева, находился шкаф, застеклённый сверху, внизу хранились грампластинки и журналы.
На полу комнаты был коричневый линолеум, квартиру освещала сферическая электрическая лампа, а стены были выкрашены в синий цвет. Цвет был светлее в нижней части стены, тёмно-синим на потолке и на верхней полосе стены.
9 января 1939 года Ежек эмигрировал вместе с Яном Верихом. Они летели через Цюрих в Париж, а затем плыли в Нью-Йорк.
Голубая комната содержалась матерью Ежека Франтишек (2 января 1880 — 3 января 1966) на протяжении всей войны в неизменном состоянии и ждала возвращения Ежека. Однако Ежек умер в ссылке 1 января 1942 года. Его прах после войны был перевезён в Европу и до 5 января 1947 года находился в этом здании, после чего были захоронены на Ольшанском кладбище.

## Современное состояние
В 1983 году Музей чешской музыки приобрёл имение Ежека, в том числе оборудование кабинета. В настоящее время «Голубая комната» находится в частной квартире, но открыта для публики с гидом один день в неделю — каждый вторник днем. Комната и её оборудование тщательно поддерживаются смотрителем, оригинальная планировка мебели в комнате такая же, как и при жизни Ежека, о чём свидетельствуют старинные фотографии.